# Hai visto mai
Hai visto mai è un singolo del rapper italiano Frah Quintale, pubblicato il 14 marzo 2017 come secondo estratto dal primo album in studio Regardez moi per l'etichetta Undamento.
Il brano è la quarta traccia del suo album in studio Regardez moi. Il singolo è stato classificato disco d'oro in riferimento alla settimana 40 del 2018.

## Tracce
Testi di Francesco Servidei, musiche di Stefano Ceri.
1. Hai visto mai – 3:28